# Джоель Чандлер Гарріс
Джоель Чандлер Гарріс (англ. Joel Chandler Harris; 9 грудня 1848, Ітонтон — 3 липня 1908, Атланта) — американський письменник, журналіст і фольклорист. Автор «Казок дядечки Римуса».

## Біографія

### Ранні роки
Джоель Чандлер Гарріс народився 9 грудня 1845 року в родині сільськогосподарського працівника. Мати була емігранткою з Ірландії, яка раніше жила в окрузі Річмонд. Невдовзі після народження сина, батько залишив сім'ю. Джоель був названий на честь лікаря матері, доктора Джоеля Бренема. Чандлером звали дядечка матері. Усе своє життя Гарріс намагався не згадувати про те, що він незаконнонароджений.

### Плантація Тернволд: 1862—1866
У 14 років хлопцю довелось кинути школу, щоб заробити на життя. В березні 1862 року він влаштувався на роботу до плантатора і власника друкарні Джозефа Тернера, який випускав газету «Земляк». У період Громадянської війні ця газета була дуже популярна у КША. Гарріс працював за їжу, одяг і дах над головою. Згодом Тернер дозволив Гаррісу користуватись своєю бібліотекою, а також публікувати в газеті власні вірші, рецензії та гумористичні статті. Сам Тернер заохочував Гарріса до письменницької діяльності, відмітивши у його роботах творчий підхід та критичну точку зору.
У вільний від роботи час, Гарріс цікавився негритянським фольклором. Він багато годин проводив у домівках рабів та на кухні, слухаючи та записуючи їхні історії, розповіді і фольклор. Спілкуючись з неграми, сором'язливий хлопець почувався більш впевнено. Темношкірі дядечко Джордж Террел, старий Герберт і тітонька Кріссі, від яких Гарріс слухав розповіді про тварин, згодом стали прототипами образів дядечки Римуса та матінки Медоуз у «Казках дядечки Римуса».

### Журналістська діяльність
У 1864 році армія Півночі захопила Джорджію і вторглася на плантацію Тернволд, грабуючи та забираючи усе цінне, в тому числі коней і худобу. Тернеру довелось закрити газету, і у 1866 році Джоелю Гаррісу довелось залишити плантацію, маючи при собі лише нікому не потрібні долари Конфедерації і декілька речей. Твердо вирішивши стати письменником, він влаштовується на роботу набирача тексту в «Macon Telegraph», в сорока милях південніше Ітонтона. Проте така діяльність не задовольняла його літературні амбіції. Після короткочасної служби в якості особистого секретаря Вільяма Евеліна і видавця «New Orleans Crescent Monthly», Гарріс отримав посаду редактора «Monroe Advertiser» в окрузі Форсайт. У ці роки він насолоджувався роботою (1867—1870). До того ж, власником газети був Джеймс Гаррісон, який також працював на Тернера і тому добре знав Харріса. Начерки Гарріса про сільське життя Джорджії і її жителів, огляди книг, каламбури і гумористичні замітки багато разів передруковувалися в газетах і принесли йому славу по всьому штату. 
Восени 1870 року Гаррісу запропонували посаду помічника видавця у відомій газеті «Savannah Morning News», в місті Саванна. В Саванні Гарріс закохався у молоду франко-канадку Естер Ла-Роуз. У квітні 1873 року вони одружились. 
Під час епідемії жовтої гарячки у 1876 році, родина Гаррісів переїхала в Атланту. У тому ж році, Гарріс отримав посаду помічника редактора, а згодом його було визнано одним з головних хронікерів країни, які закарбували розвиток американського Півдня.

### Літературна діяльність
Одного разу Гарріса попросили підмінити письменника-фольклориста Сема Смолла, який з якоїсь причини був відсутнім. В цей час Гарріс придумав образ старого темношкірого персонажа, якого він назвав дядечко Римус. Від його імені Гарріс почав розповідати старі казки негритянського фольклору. У 1879 році деякі з цих історій про Братика Кролика вперше опублікувало видання «AtlantaConstitution», а згодом їх почали передруковувати газети по всій країні. У 1880 році, коли матеріалу набралось достатня кількість, Гарріс випустив перший збірник казок під назвою «Казки дядечка Римуса». За чотири місяці було продано 10 000 екземплярів, книга швидко перевидавалась. Загалом Гарріс написав 185 казок з циклу.
У продовж життя Гарріс випустив ще п'ять збірників казок дядечки Римуса, останній з яких вийшов у 1905 році під назвою «Нові історії старої плантації» (англ. Told by Uncle Remus: New Stories of the Old Plantation). Ще три незавершених і менших за об'ємом збірника вийшли після смерті Гарріса.
Творчість Гарріса дала поштовх таким письменникам як Редьярд Кіплінг, Вільям Фолкнер, Фланнері О'Коннор, Ральф Еллісон, Тоні Моррісон та ін. У 1888 році Джоель Гарріс разом з Марком Твеном стали почесними членами Американського Товариства Фольклору. Твена настільки вразила здатність Гарріса відтворювати афроамериканську діалектну мову, що у 1882 році запропонував йому взяти участь у сценічному читанні в Новому Орлеані, Луїзіані та інших штатах. Але Гарріс соромився свого заїкання, тому відмовився. Тоді Твен взяв у Гарріса деякі його матеріали із собою і потім розповів, що історія про смоляне опудальце зірвала овації.

### Останні роки
Джоель Гарріс активно просував ідею расової терпимості, а також права афроамериканців на освіту і право голосу. У своїх статтях він засуджував жителів півдня за расизм і лінчування, часто згадуючи роботи іншого борця за права темношкірих В. Е. Б. Дюбуа.
У 1900 році, не витримавши психологічного тиску жителів півдня, Гарріс звільняється з газети. У 1904 році він написав чотири статті для «Saturday Evening Post» про проблеми расових відносин на півдні, які підкреслили його патерналістські погляди. Букер Вашингтон писав йому з приводу цих статей, що «минуло багато часу з тих пір, як я читав будь-які публікації, які так підтримують мене в цій справі. Я дозволю собі включити кілька Ваших висловлювань в свою промову, яку я збираюся вимовити на день народження Лінкольна в Нью-Йорку».
На додачу до публікації останніх збірок казок дядечка Римуса, дитячих книг і художньої літератури для дорослих, Гарріс заснував «Журнал дядечка Римуса» (англ. Uncle Remus's Magazine), він був в почесті у президента Теодора Рузвельта в Атланті та в Білому Домі, а також став членом американської Академії мистецтв і літератури.
Джоель Гарріс помер 3 липня 1908 року від гострого нефриту і був похований на західному цвинтарі в Атланті. Будинок в якому жив Гарріс (так зване «гніздо Рена» (англ. Wren’s Nest) у вікторіанському стилі), у 1913 році було перетворено в музей дядечки Римуса. Ще один музей розташований в Ітонтоні, він складається з двох тесаних хатин середини XIX століття, в яких жили раби, де збережені деякі речі Гарріса, а також створена діорама сцен з народних казок.
У 2000 році Гарріса було внесено до Зали слави письменників Джорджії.

## Обрані твори
- Uncle Remus: His Songs and His Sayings (1880)
- Nights with Uncle Remus (1883)
- Mingo and Other Sketches in Black and White (1884)
- Free Joe and Other Georgian Sketches (1887)
- Daddy Jake, The Runaway: And Short Stories Told After Dark (1889)
- Joel Chandler Harris' Life of Henry W. Grady (1890)
- Balaam and His Master and Other Sketches and Stories (1891)
- On the Plantation: A Story of a Georgia Boy's Adventures During the War (1892)
- Uncle Remus and His Friends (1892)
- Little Mr. Thimblefinger and his Queer Country: What the Children Saw and Heard There (Houghton Mifflin, 1894)
- Mr. Rabbit at Home (1895)
- Sister Jane: Her Friends and Acquaintances (1896)
- The Story of Aaron (so named): The Son of Ben Ali (1896)
- Aaron in the Wildwoods (1897)
- Tales of the Home Folks in Peace and War (1898)
- The Chronicles of Aunt Minervy Ann (1899)
- Plantation Pageants (1899)
- On the Wing of Occasions (1900)
- Gabriel Tolliver (1902)
- The Making of a Statesman and Other Stories (1902)
- Wally Wanderoon and His Story-Telling Machine (1903)
- A Little Union Scout (1904)
- The Tar-Baby and Other Rhymes of Uncle Remus (1904)
- Told By Uncle Remus: New Stories of the Old Plantation (1905)
- Uncle Remus and Brer Rabbit (1907)
- Shadow Between His Shoulder Blades (1909)
- Uncle Remus and the Little Boy (1910)
- Uncle Remus Returns (1918)
- Seven Tales of Uncle Remus (1948)